# Naguilian (La Union)
Pour les articles homonymes, voir Naguilian.
Naguilian est une localité de la province de La Union, aux Philippines. En 2015, elle compte 54 221 habitants.